# Turner (Maine)
Pour les articles homonymes, voir Turner.
Turner est une ville américaine située dans le Comté d'Androscoggin, dans le Maine. Selon le recensement de 2020, sa population est de 5 817 habitants.